# Cladonotinae
Cladonotinae es una subfamilia de saltamontes (Orthoptera: Caelifera) que contiene más de 70 géneros y 260 especies descritas. Estos insectos se encuentran en áreas tropicales de todo el mundo.

## Géneros
Los siguientes 78 géneros pertenecen a la subfamilia Cladonotinae:
- Afrolarcus Günther, 1979
- Anaselina Storozhenko, 2019
- Antillotettix Perez-Gelabert, 2003
- Armasius Perez-Gelabert & Yong, 2014
- Aspiditettix Liang, Chen, Li & Chen, 2009
- Astyalus Rehn, 1939
- Austrohancockia Günther, 1938
- Bahorucotettix Perez-Gelabert, Hierro & Otte, 1998
- Boczkitettix Tumbrinck, 2014
- Choriphyllum Serville, 1838
- Cladonotella Hancock, 1909
- Cladonotus Saussure, 1862
- Cladoramus Hancock, 1907
- Cota Bolívar, 1887
- Cubanotettix Perez-Gelabert, Hierro & Otte, 1998
- Cubonotus Perez-Gelabert, Hierro & Otte, 1998
- Dasyleurotettix Rehn, 1904
- Deltonotus Hancock, 1904
- Devriesetettix Tumbrinck, 2014
- Diotarus Stål, 1877
- Dolatettix Hancock, 1907
- Eleleus Bolívar, 1887
- Epitettix Hancock, 1907
- Eurymorphopus Hancock, 1907
- Fieberiana Kirby, 1914
- Gestroana Berg, 1898
- Gibbotettix Zheng, 1992
- Gignotettix Hancock, 1909
- Haitianotettix Perez-Gelabert, Hierro & Otte, 1998
- Hancockella Uvarov, 1940
- Hippodes Karsch, 1890
- Holoarcus Hancock, 1909
- Hottettix Perez-Gelabert, Hierro & Otte, 1998
- Hymenotes Westwood, 1837
- Hypsaeus Bolívar, 1887
- Ichikawatettix Tumbrinck, 2014
- Ingrischitettix Tumbrinck, 2014
- Microthymochares Devriese, 1991
- Misythus Stål, 1877
- Morphopoides Rehn, 1930
- Morphopus Bolívar, 1905
- Mucrotettix Perez-Gelabert, Hierro & Otte, 1998
- Nesotettix Holdhaus, 1909
- Oxyphyllum Hancock, 1909
- Pantelia Bolívar, 1887
- Paraselina Storozhenko, 2019
- Paulytettix Devriese, 1999
- Pelusca Bolívar, 1912
- Peraxelpa Sjöstedt, 1932
- Phyllotettix Hancock, 1902
- Piezotettix Bolívar, 1887
- Planotettix Tumbrinck, 2014
- Potua Bolívar, 1887
- Pseudepitettix Zheng, 1995
- Pseudohyboella Günther, 1938
- Royitettix Devriese, 1999
- Sanjetettix Devriese, 1999
- Selivinga Storozhenko, 2019
- Seyidotettix Rehn, 1939
- Sierratettix Perez-Gelabert, Hierro & Otte, 1998
- Stegaceps Hancock, 1913
- Tepperotettix Rehn, 1952
- Tetradinodula Zha, 2017
- Tettilobus Hancock, 1909
- Thymochares Rehn, 1929
- Tiburonotus Perez-Gelabert, Hierro & Otte, 1998
- Tondanotettix Willemse, 1928
- Trachytettix Stål, 1876
- Truncotettix Perez-Gelabert, Hierro & Otte, 1998
- Trypophyllum Karsch, 1890
- Tuberfemurus Zheng, 1992
- Willemsetettix Tumbrinck, 2014
- Xerophyllum Fairmaire, 1846
- Yunnantettix Zheng, 1995
- † Acmophyllum Karsch, 1890
- † Baeotettix Heads, 2009
- † Electrotettix Heads & Thomas, 2014
- † Paraphyllum Hancock, 1913

## Otras lecturas
- Capinera, J. L; Scott, R. D.; Walker, T. J. (2004). Field Guide to Grasshoppers, Katydids, and Crickets of the United States. Cornell University Press. ISBN 978-0-8014-8948-8. (requiere registro).
- Otte, Daniel (1997).  Poole, Robert W.; Gentili, Patricia, eds. Orthoptera. Nomina Insecta Nearctica: A Check List of the Insects of North America. 4: Non–Holometabolous Orders. Entomological Information Services. pp. 581-634. ISBN 978-1-889002-04-0.

- Datos: Q21214411
- Multimedia: Cladonotinae / Q21214411
- Especies: Cladonotinae